# Дрок
Дрок (лат. Genísta) — род растений семейства Бобовые (Fabaceae), произрастающих в Евразии и в Северной Америке.

## Ботаническое описание

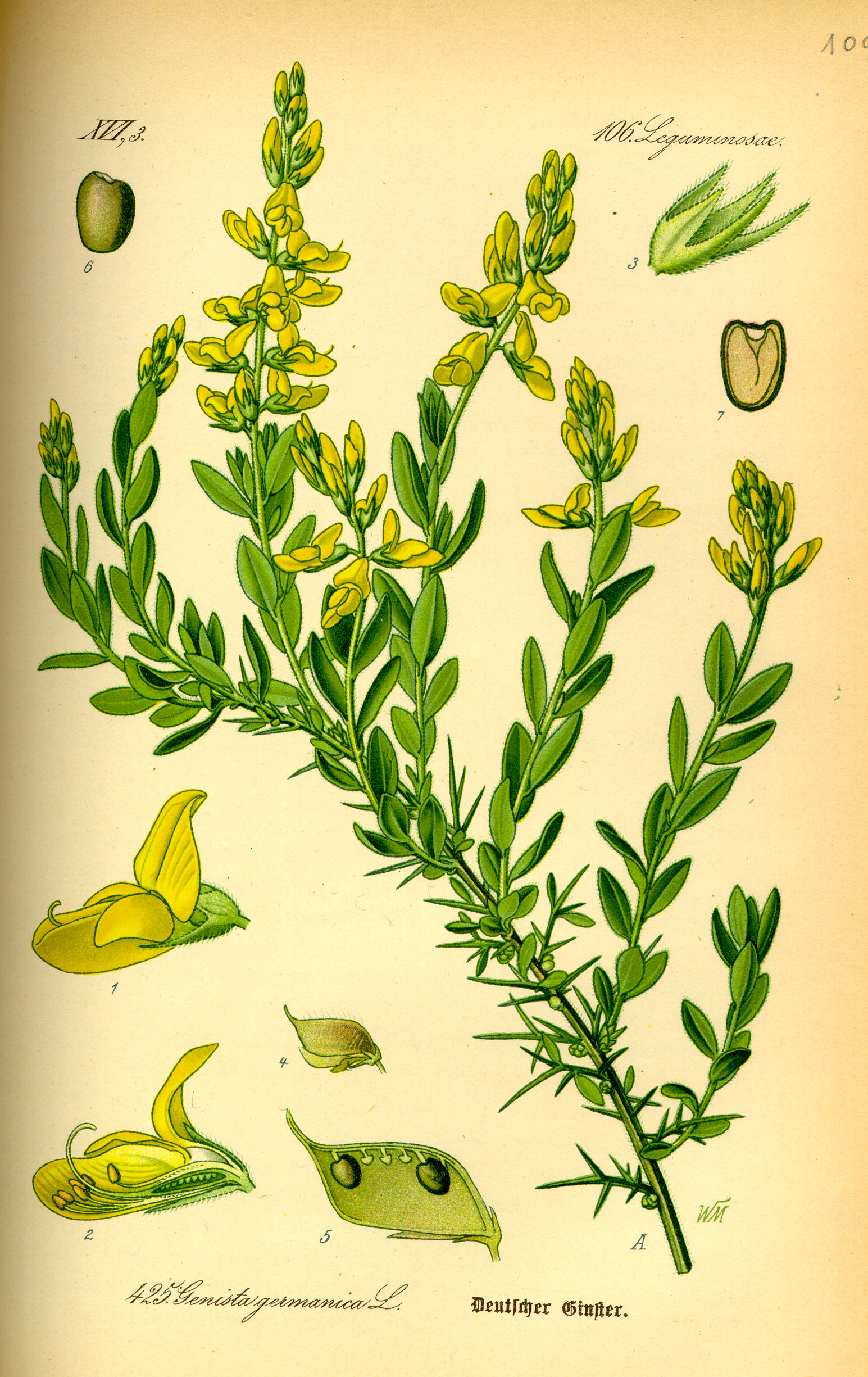
.

Низкорослые, тернистые или неколючие кустарники, полукустарники и лианы.
Листья цельные, простые или тройчатые, густо опушённые или голые.
Цветки жёлтые, реже беловатые, собраны в конечные или пазушные кистевидные соцветия.

## Название
По Этимологическому словарю Макса Фасмера русское название происходит от слов деру́, драть, «потому что это растение имеет колючки». При этом Фасмер сравнивает его с болг. дра́ка — тёрн, крушина, жостер.

## Распространение и экология
Представители рода произрастают по всему Средиземноморью, в Европе, Северной Америке, Ближнем Востоке.
Предпочитают сухие супесчаные и каменистые известкованные почвы. Не выносят переувлажнения и сильных морозов. Очень светолюбивы и засухоустойчивы.
Размножаются семенами, хуже — зелёными черенками.

## Применение
Некоторые виды используются как декоративные растения.
Применяется как почвозакрепительное растение.
Охотно поедается козами и овцами, коровы едят только во время голода.
Из Дрока красильного (Genista tinctoria) добывается жёлтая краска.

## Классификация

### Таксономия
Род Дрок (Genista) входит в подсемейство Мотыльковые семейства Бобовые порядка Бобовоцветные.
|  |                                      |  |                                                             |                                                             |                   |  | ещё 3 семейства (согласно Системе APG II) | ещё 3 семейства (согласно Системе APG II)    |                                              |  |                |  | более 450 родов | более 450 родов |  |
|  |                                      |  |                                                             |                                                             |                   |  | ещё 3 семейства (согласно Системе APG II) | ещё 3 семейства (согласно Системе APG II)    |                                              |  |                |  | более 450 родов | более 450 родов |  |
|  |                                      |  |                                                             | порядок Бобовоцветные                                       |                   |  |                                           |                                              | подсемейство Мотыльковые                     |  |                |  |                 |                 |  |
|  |                                      |  |                                                             | порядок Бобовоцветные                                       |                   |  |                                           |                                              | подсемейство Мотыльковые                     |  | около 90 видов |  |                 |                 |  |
|  | отдел Цветковые, или Покрытосеменные |  |                                                             |                                                             | семейство Бобовые |  |                                           |                                              | род Дрок                                     |  |                |  |                 |                 |  |
|  | отдел Цветковые, или Покрытосеменные |  |                                                             |                                                             |                   |  |                                           |                                              |                                              |  |                |  |                 |                 |  |
|  |                                      |  | ещё 44 порядка цветковых растений (согласно Системе APG II) | ещё 44 порядка цветковых растений (согласно Системе APG II) |                   |  |                                           | ещё 2 подсемейства (согласно Системе APG II) | ещё 2 подсемейства (согласно Системе APG II) |  |                |  |                 |                 |  |
|  |                                      |  |                                                             | ещё 44 порядка цветковых растений (согласно Системе APG II) |                   |  |                                           |                                              | ещё 2 подсемейства (согласно Системе APG II) |  |                |  |                 |                 |  |

### Виды
По информации базы данных The Plant List, род включает 125 видов:
- Genista anglica L. — Дрок английский
- Genista canariensis L. — Дрок канарский
- Genista corsica — Дрок корсиканский
- Genista ephedroides DC. — Дрок эфедровый
- Genista florida L. — Дрок флоридский
- Genista germanica L. — Дрок германский
- Genista hispanica L. — Дрок испанский
- Genista linifolia L. — Дрок льновидный
- Genista microcephala Coss. & Durieu — Дрок мелкоголовчатый
- Genista numidica Spach — Дрок нумидийский
- Genista pilosa L. — Дрок пушистый, или Дрок волосистый
- Genista pseudopilosa Coss. — Дрок ложноволосистый
- Genista pulchella Vis. — Дрок красивый
- Genista radiata (L.) Scop. — Дрок лучистый
- Genista sagittalis L. — Дрок стрельчатый
- Genista salzmannii DC. — Дрок Зальцмана
- Genista scythica (Pacz.) — Дрок скифский
- Genista suanica Schischk. ex Grossh. — Дрок сванетский
- Genista sylvestris Scop. — Дрок лесной
- Genista tinctoria L. typus[3] — Дрок красильный, или Дрок кровожадный
- Genista tricuspidata Desf. — Дрок триостренный
- Genista umbellata (L'Hér.) Poir. — Дрок зонтичный

## Интересные факты
Название растения дрок стало частью имени династии анжуйских графов (и позднее — знаменитых английских королей) — Плантагенетов (имя рода происходит от лат. planta («растение») и латинского названия дрока — Genista); именно этот цветок был эмблемой основателя династии графа Жоффруа V.